# Station de recherche forestière de Baraki
La Station de recherche forestière de Baraki (SRFB) est une annexe expérimentale rattachée à l'Institut national de recherche forestière (INRF), située dans le domaine agricole Mehdi Boualem à Baraki dans la wilaya d'Alger.

## Localisation
La SRFB est installée à 18 km au Sud-Est de la ville d'Alger dans le domaine agricole Mehdi Boualem à Baraki.
Cette station est localisée dans le voisinage de l'Institut national de la recherche agronomique d'Algérie (INRAA).

## Mission
Cette station INRF de Baraki est chargée de répondre aux préoccupations du secteur forestier sur le plan d’amélioration génétique forestière, les biotechnologies forestières et les reboisements.

## Programme

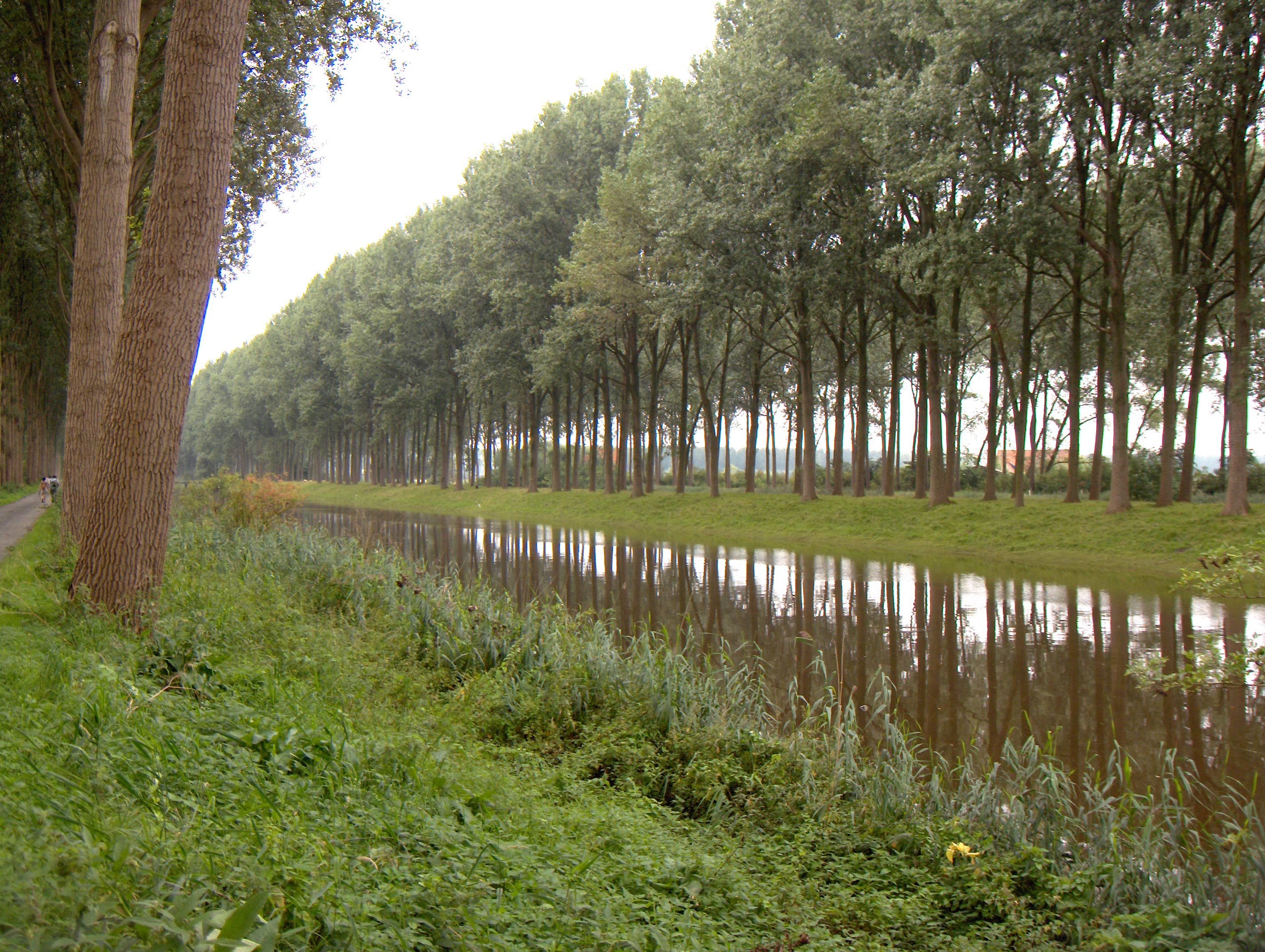
Populiculture.

Le programme de recherche de la SRFB s’articule autour de thèmes de recherche qui se complètent entre eux.
Ce programme comprend les domaines de recherche en biotechnologie forestière et reboisement, d'amélioration génétique des espèces forestières et para-forestières, de reforestation des espaces naturels, de biotechnologie forestières et de développement de la populiculture.
En plus de la populiculture, la SRFB se consacre au développement de la mécanisation en pépinière, à la recherche et développement sur les espèces sahariennes, à l'amélioration et développement de l'alfa Stipa tenacissima, à l'amélioration et génétique des espèces forestières, à la physiologie de l’arganier, à l'érosion des sols, au développement du noyer et au développement du pistachier.

## Floristique

### Arganier

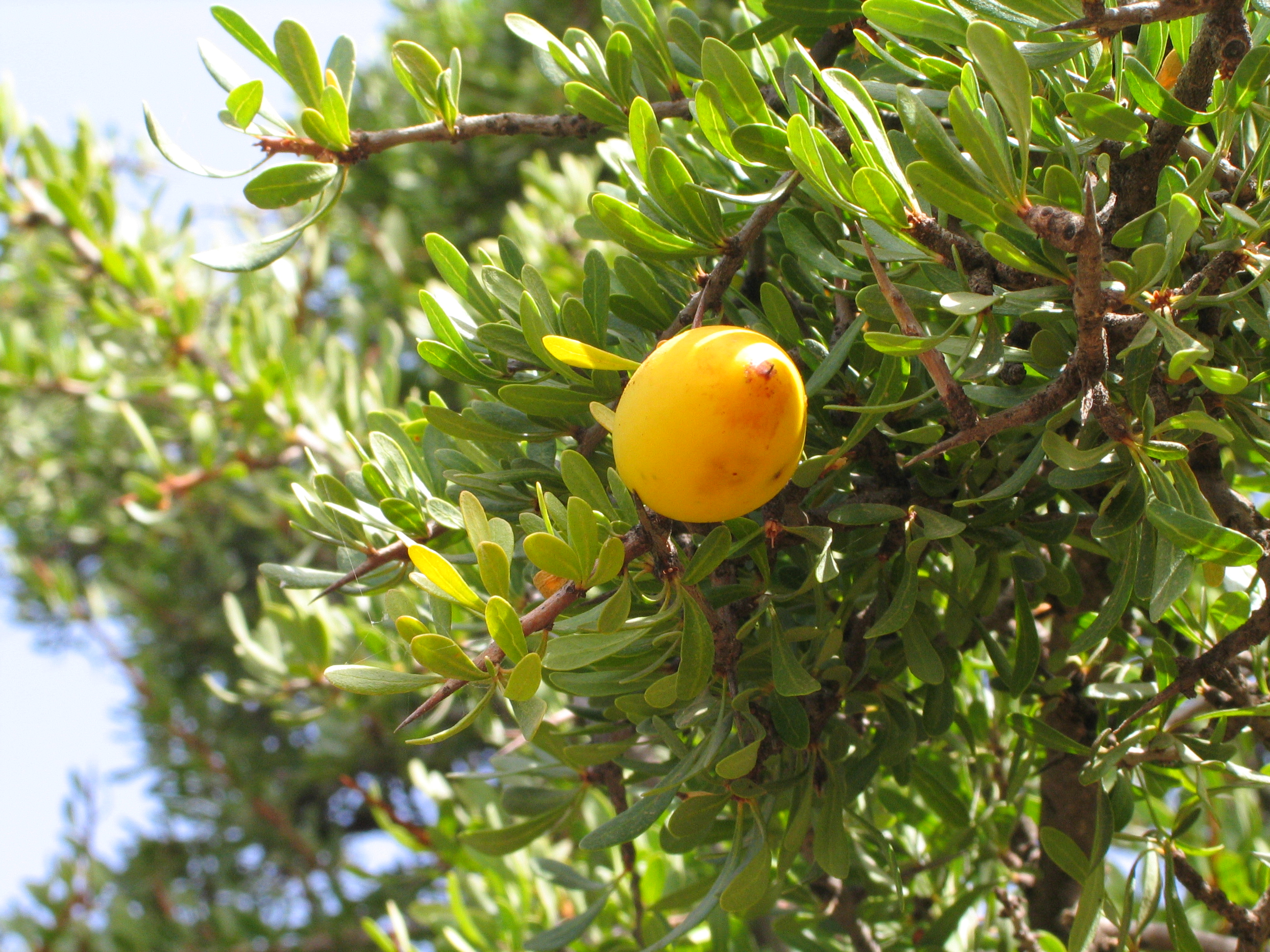
Fruit d'arganier (Argania spinosa (L.) Skeels).

LA SRFB produit dans sa pépinière l'arganier (Argania spinosa (L.) Skeels) qui est une angiosperme sapotacée endémique d’Afrique du Nord qui est surtout rencontrée dans le Sud-Ouest algérien dans la région de Tindouf où son peuplement est réparti tout le long des lits de l’Oued el Maa.
Cette espèce se caractérise par un tempérament thermophile et xérophile, et constitue ainsi un exemple d’espèces ligneuses fruitières à usages multiples (production d’huile, fourrage, combustible).

### Pistachier

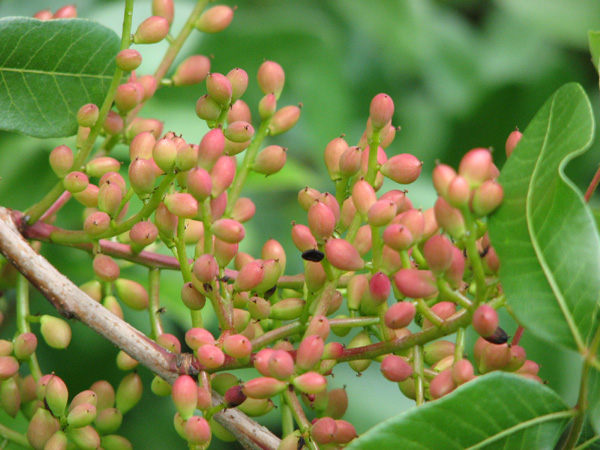
Fruits du pistachier térébinthe (Pistacia terebinthus).

LA SRFB développe la culture du pistachier vrai (Pistacia vera) qui est d’un intérêt économique et écologique certain en Algérie.
Il peut croître dans des conditions très sèches, ne dépassant pas 200 mm de pluviométrie, et sa culture est croissante à cause de son utilisation en pâtisserie et pharmacologie.
LA SRFB s'intéresse au pistachier vrai parce qu'il est une espèce recommandée pour la mise en valeur des zones marginales ou menacées par l’érosion où la culture des autres espèces fruitières est rendue impossible en raison de l’aridité climatique.
Il a aussi l’avantage d’être résistant à la sécheresse, au calcaire et à la salinité.
Les essais de plantation entrepris par la SRFB visent entre autres la maîtrise du mode de greffage, la sélection de provenances pour le choix du meilleur porte-greffe.
La pépinière de la SRFB veille au suivi phénologique des plants de pistachier de l’Atlas (Pistacia atlantica) et de Pistachier térébinthe (Pistacia terebinthus) et à la prise des mesures morphométriques des jeunes plants.

### Alfaculture

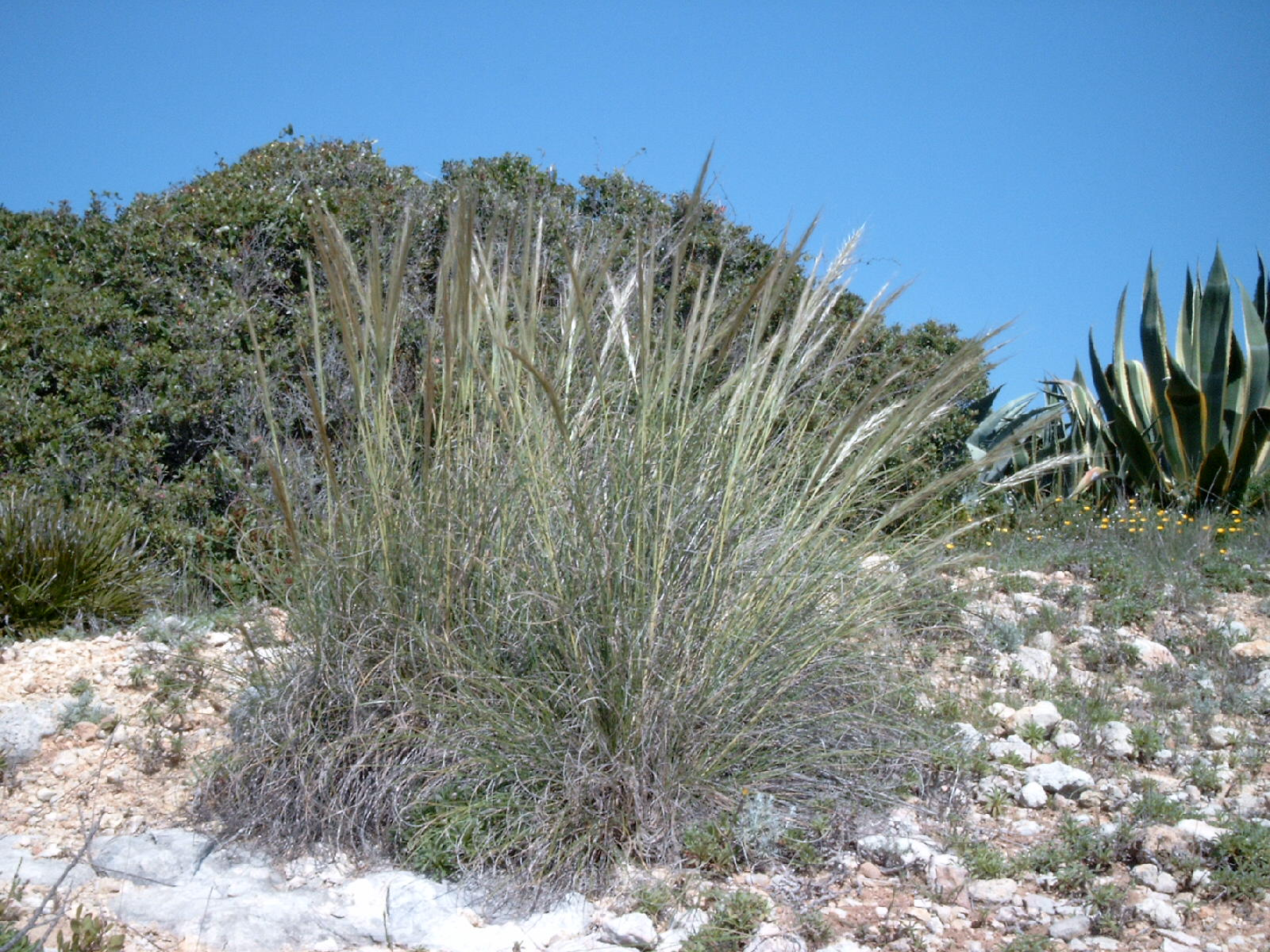
Alfa (Stipa tenacissima) (Halfa حلفة).

La SRFB développe l'alfaculture qui consiste à produire des plants de l'alfa qui est confrontée à une dégradation remarquable en Algérie.
Cette station forestière vise la connaissance et la variabilité des caractères morphologiques et adaptatifs à une échelle restreinte à partir d'un groupe de six provenances chez l'alfa (Stipa tenacissima L.) en provenance de la région s'étendant de la wilaya de Djelfa à la wilaya de M'Sila. 
Les provenances étudiées sont expérimentées à la SRFB en pépinière et en champ, après la réception des échantillons Oued Sdar, Sidi Ameur, Meguessem, Medjedel, El Hamel, et Mergueb.
L'ensemble des données est soumis à l'analyse statistique qui permet de dégager, à l'échelle de l'aire restreinte, une différenciation entre les provenances uniquement au niveau de la pépinière.

### Nuciculture

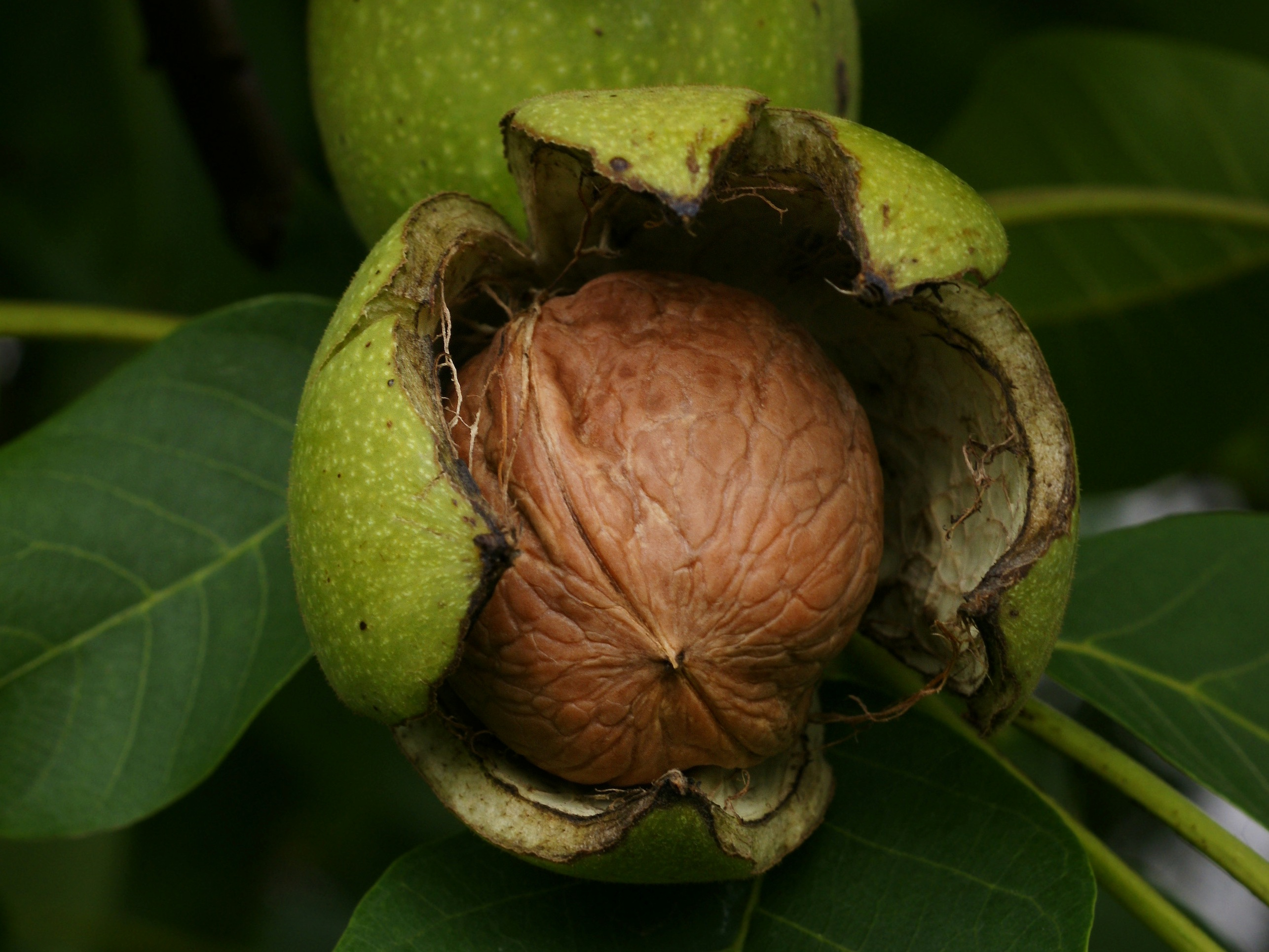
Noyer commun (Juglans regia) (Djouze جوز).

La SRFB est spécialisée dans la nuciculture qui consiste à produire des plants du noyer commun qui est confronté à une dégradation remarquable en Algérie.
La nuciculture actuelle en Algérie, puisqu'il n’existe pas de gamme variétale algérienne repérée de noyers, produit des arbres issus d’un semis au hasard et d'une culture traditionnelle ce qui donne naissance à des vergers à faible production, issus de plants non sélectionnés et non greffés.
D'autre part, le matériel végétal inadéquat, le mode de culture traditionnelle, la fertilisation insuffisante, l'intervention phytosanitaire insuffisante, la taille non conforme aux normes et l'irrigation irrégulière induisent la mauvaise conduite de cette essence fruitière.
Ce qui justifie l’absence du noyer des statistiques agricoles de l'Algérie, d'où la mission des pépinières de la SRFB de Baraki pour la réhabilitation de la nuciculture.

### Cyprès du Tassili

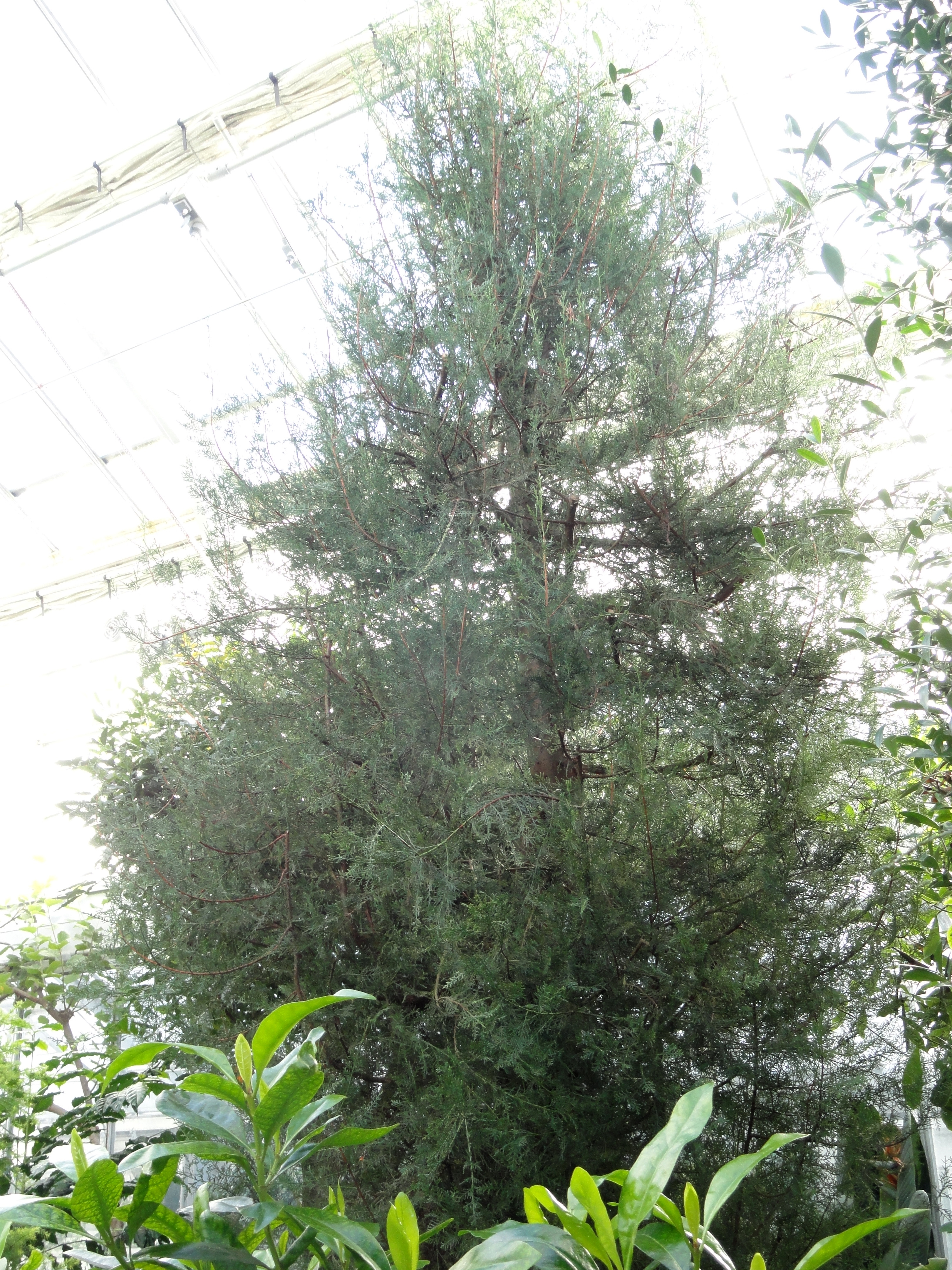
Cyprès du Tassili (Cupressus dupreziana).

La SRFB abrite dans son arboretum et une pépinière des plantules de cyprès du Tassili dont l'âge varie entre un et trois ans.
Il y est procédé à l'étude de la biologie de la reproduction du cyprès du Tassili.
La culture in vitro du cyprès du Tassili est ainsi réalisée dans un objectif de conservation de cette espèce dont la SRFB a entrepris la multiplication végétative in vitro. 
Le matériel végétal est récolté sur des plantations conservatoires à Baraki.
Cette culture in vitro par organogenèse directe est réalisée à partir de ramules prélevés sur des semis d’une année et sur des arbres adules.
À partir de ce matériel juvénile, des plants enracinés sont obtenus, et l’acclimatation des jeunes pousses enracinées est lancée.
La Fondation Sonatrach Tassili, dans le cadre de la préservation de la flore, a initié en coopération avec l’Office du parc national du Tassili et le Laboratoire de biotechnologie de l’université Mouloud Mammeri de Tizi Ouzou, un projet de multiplication par la culture in vitro de cette espèce.

## Publications

### Publications internationales

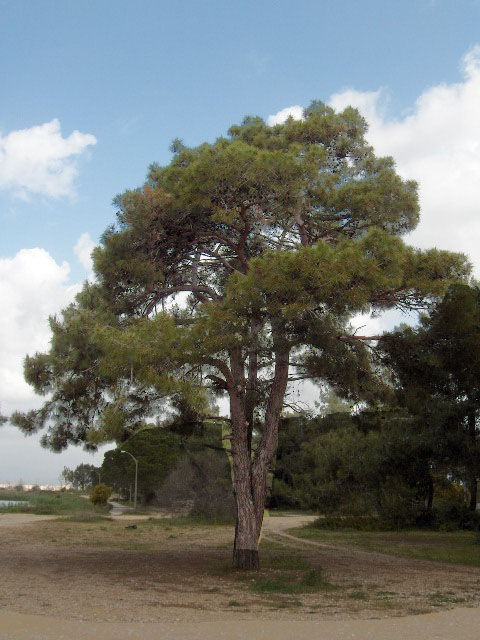
Pin de Calabre (Pinus brutia).

La SRFB a publié plusieurs études dans des revues internationales:
- Étude de la germination des graines d’Argania spinosa traitée à l’eau chaude et ordinaire, semées en pépinière (2002).
- Effets de quelques traitements physico-chimiques et de la température sur la faculté germinative des graines d’Arganier (2001).
- Réponses physiologiques des plants d’Argania spinosa soumises à un stress hydrique (2009).
- Relation entre les attaques de phyllocnistis suffusella Z., la croissance et la composition minérale des feuilles de peuplier (1988).
- Bilan des introductions de pin brutia (Pinus Brutia) en Algérie (2004).
- Comportement comparé de quelques provenances de pistachier de l’Atlas introduites dans la réserve naturelle de Mergueb (Hautes plaines centrales d’Algérie) (2005).
- Plant communities of several wadi types in the Tassili N’Ajjer, Central Sahara Algeria (2003).
- Caractérisation floristico-écologique du Cyprès du Tassili N’Ajjer (2005).
- Variation and population structure in Aleppo pine (Pinus halepensis) (2003).

### Publications nationales

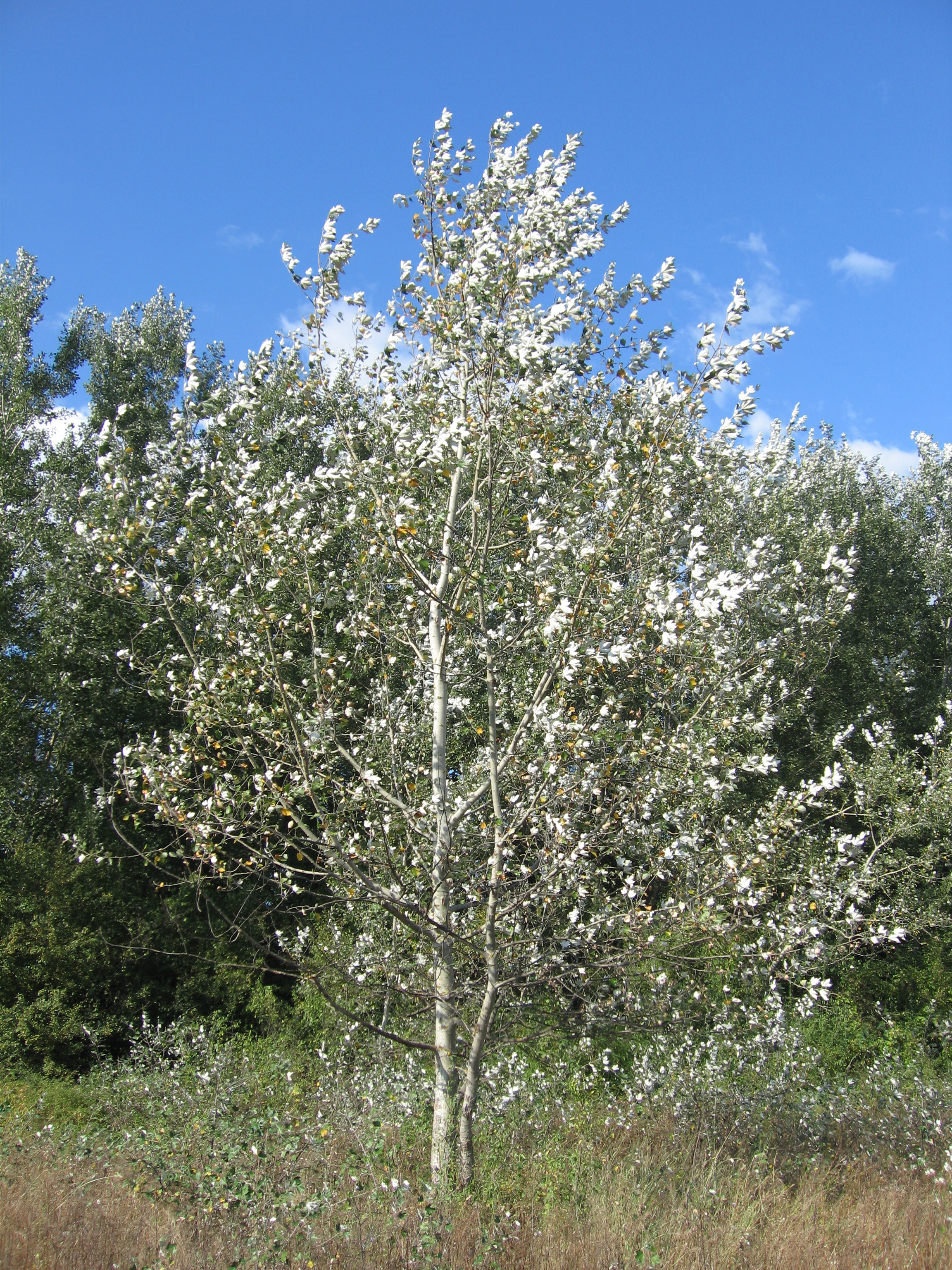
Peuplier blanc (Populus alba).

La SRFB a publié plusieurs études dans des revues nationales:
- Étude de la variabilité intra-spécifique du cedrus atlantica Manetti en Algérie par l’étude des stomates (1997).
- Influence des conteneurs sur l’élevage des plants en pépinière (1993).
- Techniques de conservation des semences forestières (2004).
- Contribution à la mise en évidence de l’utilisation des sous produits forestiers comme bases la confection des conteneurs biodégradables (1995).
- Les Forêts de khenchela et le Développement durable (2002).
- Note technique sur la multiplication du pistachier fruitier (2002).
- La Multiplication du pistachier (2004).
- Comportement juvénile comparé de quatre provenances grecques de Pinus brutia introduites en réserve naturelle de Mergueb (zones aride). 1. Analyse de la variation de caractères adaptatifs et de vigueur (2004).
- Comportement juvénile comparé de quatre provenances grecques de Pinus brutia introduites en réserve naturelle de Mergueb (zones aride). 1. Analyse des liaisons entre caractères et variables géographiques (2005).
- Étude phénologique des communautés à Armoise blanche (Artemisia herba alba) (1988).
- Premières Données sur l’étude de la végétation de la région de Tamanrasset (Ahaggar) (2000).
- Guide des principaux arbres et arbustes du Sahara central (Ahaggar et Tassili) (1995).
- Faites connaissance avec le romarin (1996).
- Un autre constat sur l’Alfa.
- Contribution à l'étude de la variabilité géographique chez l'alfa (2009).
- Contribution à l’étude de la variabilité géographique de l’alfa (2003).
- Rapports techniques : Document final sur la régénération et la mécanisation de la récolte de l’Alfa (1992).
- Participation à l'élaboration du rapport Phase 1 concernant le projet sur l'appui technique pour la régénération assistée en 2009 dans la région de M’Sila (2009).
- Étude de la biologie de la reproduction du peuplier blanc (Populus alba L.) (2005).